# Чаки, Йожеф
Йо́жеф Ча́ки (венг. Csáky József; 18 марта 1888, Сегед, Венгрия — 1 мая 1971, Париж, Франция), венгерский и французский скульптор-авангардист, ведущий европейский художник нефигуративного искусства 1920-х годов, дизайнер.
Йожеф Чаки очень рано прошёл школу кубизма. Он привнёс в строгую кубистическую схему особую, роденовскую текучесть. Его творческий метод трансформировался от не-репрезентативных форм к жизнеутверждающим, наполненным динамикой образам.

## Биография
Йожеф Чаки происходил из венгерской семьи скромного достатка. Его отец был простым почтальоном.
В 1905—1906 гг. Йожеф учился в Высшей школе декоративного искусства (Школе промышленного дизайна, Mintarajziskola) в Пеште, в восточной части столицы Венгрии, на правом берегу Дуная. Руководили обучением Дьёрдь Лайош Матраи и его сын, Лайош Матраи (Mátrai Lajos). Вскоре, разочаровавшись в консерватизме образовательной системы, с её бесконечным штудированием слепков, Йожеф переходит в частную студию живописца и дизайнера Ласло Кимнаха (László Kimnach).
В 1907 году Йожеф получает место на керамическом заводе Вилмоша Жолная (Vilmos Zsolnay) в городе Печ, на юго-западе Венгрии, изготавливающим пепельницы и вазы. Но вскоре его увольняют с должности «за бездарность». Зима 1907—1908 гг. застаёт молодого художника в Будапеште без гроша и на грани отчаяния.
Он зарабатывает на жизнь то копированием портретов, то формовкой металла. С наступлением лета 1908 года Йожеф отправляется пешком в Париж, куда прибывает (не зная французского и с 40 франками в кармане) уже в августе. На первое время он останавливается в студии своего земляка Йожефа Бруммера (Joseph Brummer), который берёт уроки в мастерских Родена и Матисса.
В это время и Леже, и Архипенко жили в Улье, разрабатывая, каждый по-своему, кубистический метод в живописи и в скульптуре.
В 1910 году, в знак признания успехов Йожефа Чаки в парижских Салонах, городская община его родного Сегеда назначает трёхгодичный грант для поддержки творческих поисков художника. Это позволило ему поступить в свободную Академию искусств. Теперь начинающий скульптор мог независимо совершенствоваться на избранном пути.

### 1920-е годы
Владелец галереи «L’Effort Moderne», арт-дилер Ле́онсе Розенберг (Léonce Rosenberg, 1879—1947), также участник Первой мировой войны, в 1920 году заключает с Йожефом Чаки эксклюзивный контракт, приобретая таким образом, исключительное право на представление и продажу его работ на протяжении ближайших трёх лет. Он же берёт на себя обязательства по продвижению Йожефа Чаки в среде авангардных художников.

### Признание
В 1965 году, в Музее изобразительных искусств Будапешта состоялась персональная выставка мастера. Она прошла с большим успехом, подтвердив интерес на родине к одному из наиболее значительных венгерских авангардистов. Его отношения с Венгрией никогда не прерывались: журналы, издаваемые в Будапеште, постоянно публиковали материалы о нём. В 1959 году, в дни проведения персональной выставки Йожефа Чаки в Институте культурных связей в Будапеште, он посетил Венгрию. Но возобновились выставки после продолжительного перерыва лишь в 1973 году, через два года после смерти художника.

## Наследие
Йожеф Чаки внес значительный вклад в развитие современной скульптуры, как пионер кубизма в скульптуре и как ведущая фигура в нерепрезентативном искусстве 1920-х годов.
«Сегодня, — пишет искусствовед и историк Эдит Балаш, — в постмодернистской атмосфере те аспекты его искусства, которые сделали Чаки неприемлемым для более продвинутых модернистов, с готовностью принимаются как действительные и интересные. Настало время дать Чаки его законное место в рядах авангарда, основанное на анализе его художественных новшеств и достижений»
30 октября 2017 года скульптура Йожефа Чаки из горного хрусталя и обсидиана под названием Tête (Голова, 1923), ранее входившая в коллекцию модельера Жака Дусе, была куплена на парижских торгах Sotheby's за 1 077 004 долларов (925 500 евро), что является рекордом для работ художника.

## Музейные коллекции
- Музей Соломона Гуггенхайма[8]
- Музей Крёллер-Мюллер, Оттерло, Нидерланды[9]
- Центр Помпиду, Париж
- Венгерская национальная галерея, Будапешт
- Музей современного искусства, Лос Анджелес
- Ново-Зеландский Музей[англ.], Веллингтон

## Йожеф Чаки: галерея изображений
- Портрет Йожефа Чаки, 1952. Фотограф Люсьен Эрве, (1910—2007)
- «Кубистическая голова», 1913. Бумага, графитный карандаш, 26,7 × 20.3 см. Нью-Йорк, Metropolitan Museum of Art
- Йожеф Чаки «Testa», 1914
- «Абстрактная фигура», бронза; высота 57.5 см, на сайте Fine Arts in Hungary
- «Кубистическая фигура», ок. 1919 гуашь, 25,5 × 33.0 см
- «Кубистическая голова» («Tête cubiste»). 1919, бронза. 47 см; три ракурса
- «Кубистическая голова». 1920, бронза. Высота 80 см Архивная копия от 6 марта 2016 на Wayback Machine
- «Кубистическая композиция». Бумага, тушь, акварель и гуашь.
- «Композиция», бумага, карандаш, акварель
- «Анубис» (другое название «Голова собаки»), ок. 1924, мрамор. Основание — бронза, позднее патинированная. 33,3 × 32,5 × 13.3 см
- «Архитектура». 1926, бронза. 72 × 14,5 × 22 см. Галерея Марсийяк
- «Петух» («Coq»). 1926, патинированная бронза. 56 × 18 × 46 см. Частная коллекция, Париж
- Фонтан «Рыбка». 1928, позолоченная патинированная бронза на геометрическом основании из чёрного бельгийского мрамора и пьедестал бассейна. Рыба: 42 × 42 × 16 см. Высота основания: 132 см. Продан в марте 2014 в Париже на аукционе Сотбис за $535,861
- «Студентка». 1928, бронза. 167 × 45 × 46.3 см. Частная коллекция, Париж (недоступная ссылка)
- Павлин, 1930. Скульптура из горного хрусталя и обсидиана (деревянное основание — позднейшее). 41 × 13.5 см, основание 8 см. Скульптура продана на аукционе Сотбис, в Париже, в марте 2014 года за €170,000
- «Женщина с драпировкой» («Femme drapée»). 1932, бронза. 122 х 38 х 40 см
- Йожеф Чаки в своей скульптурной студии, ок. 1930. Фотограф Эрвин Мартон Архивная копия от 5 марта 2016 на Wayback Machine